# 사이먼 네스먼

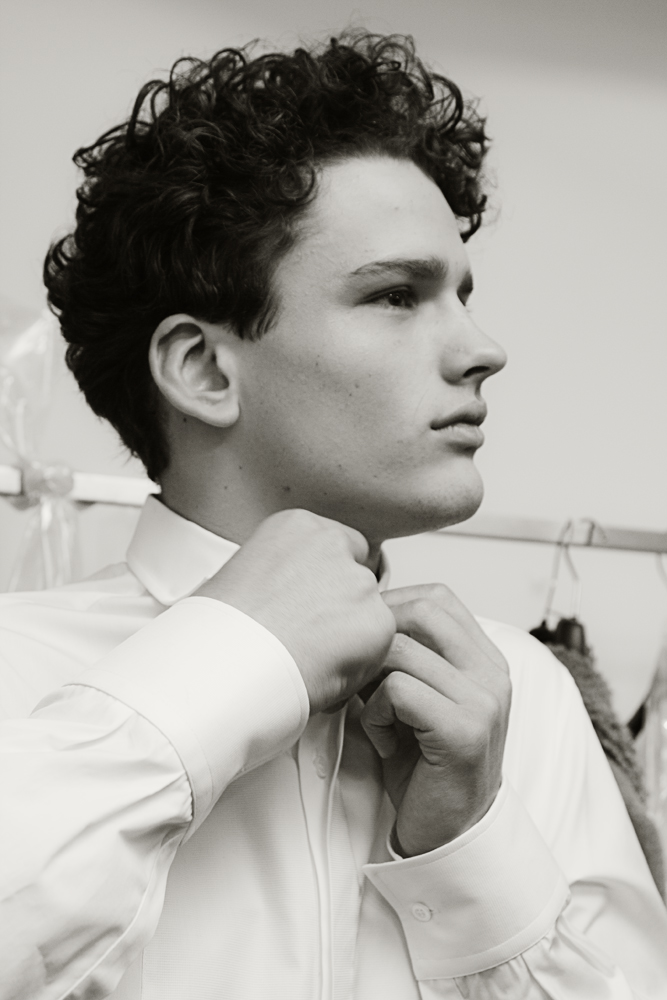
사이먼 네스먼

사이먼 네스먼(Simon Nessman, 1989년 11월 5일 ~ )은 캐나다의 모델이다.

## 생애
네스먼은 브리티시 컬럼비아 주 코트니에서 캐롤린 아일랜드와 론 네스먼의 아들로 태어났다. 그는 네 자녀 중 막내이다. 네스먼은 2006년 말 그의 여동생 친구가 캐나다의 모드 모델스의 탤런트 스카우트 켈리 스트레이트에게 그의 사진을 보낸 후 발견되었다. 당시 17세의 네스먼은 여전히 조지스 P 배니어 세컨더리의 고등학교에 다니고 있었고 졸업할 때까지 모델링 경력을 쌓지 않았다. 네스먼은 모델링 경력을 시작하기 위해 뉴욕으로 이주하여 향후 5년 동안 도시에 머물렀다.
네스먼은 학교 농구 및 럭비 팀에서 열성적인 선수였으며 더 플레이저 밸리 대학교와 브리티시 컬럼비아 퀘스트 대학교로부터 제의를 받았다.
2013년 네스먼은 캐나다로 돌아와 스쿼미시의 퀘스트 대학교에서 대학 농구 경력을 쌓았다. 그는 2017년 5월 퀘스트를 졸업하고 예술 및 과학 학사 학위를 받았다.